# Camponotus obscuripes
Camponotus obscuripes  (лат.) — вид муравьёв рода кампонотус (Camponotus) из подсемейства формицины. Дендробионт.

## Распространение
Россия (Сахалин, Курильские острова). Япония, КНДР.

## Описание
Тело блестящее, двуцветное: грудь, петиоль и основание брюшка оранжево-красные, голова и большая часть брюшка чёрные (самец полностью чёрный). Рабочие муравьи имеют длину 5,5—10 мм, самки — 15—16 мм, самцы — 11—11,5 мм. Скапус усика длинный, заходит за затылочные углы головы. Предпочитает сомкнутые смешанные широколиственные леса, где как типичный дендробионт строит гнёзда в древесине, толстых старых деревьев. От викарного европейского вида Camponotus ligniperda отличается сглаженной блестящей скульптурой тела и более тёмными ногами. 
В колониях Camponotus obscuripes паразитирует муравей Polyrhachis lamellidens.
Вид был впервые описан в 1879 году из Японии австрийским мирмекологом Густавом Майром как вариетет под первоначальным названием Camponotus ligniperdus var. obscuripes Mayr, 1879. До 1951 года (когда был повышен до видового статуса) рассматривался в качестве подвида Camponotus ligniperda или Camponotus herculeanus.